# Johannes VI Ambundii
Johannes VI Ambundii (également : Abundi, Ambundij, Habundi, Habendi, Almanni ou Ambundii von Schwaan) était un religieux allemand, né en 1384 et décédé en 1424, ayant été archevêque de Riga.

## Biographie
- Vicaire auprès de l'évêque de Bamberg entre 1397 et 1399.
- Vicaire général à Spire en 1401 et à Wurtzbourg en 1408.
- Visite le couvent de St. Ägidius à Nuremberg sur l'ordre de l'évêque de Bamberg.
- Par la suite, il a été Chanoine de l'église d'Eichstätt puis prévôt à Herrieden en 1414 ou 1415. Il prit par au Concile de Constance.
- Le 27 novembre 1416 il est élu évêque de Coire.
- Le 11 juillet 1418, Martin V le nomme archevêque de Riga, où il restera en poste jusqu'à 1424.